# Tunnel de la Vue-des-Alpes
Le tunnel de la Vue-des-Alpes est un tunnel semi-autoroutier à un tube situé dans le canton de Neuchâtel en Suisse. Parcouru par l'autoroute cantonale J20, il permet la traversée du Mont d'Amin sous le col de la Vue des Alpes. D'une longueur de 3 250 mètres, il est ouvert à la circulation depuis 1995.

## Situation
Le tunnel de la Vue-des-Alpes est sur le parcours de l'autoroute cantonale J20 qui relie Neuchâtel à La Chaux-de-Fonds et au Locle. Le portail sud se situe dans le val de Ruz à proximité de la jonction Les Hauts-Geneveys de la J20. Le portail nord se situe à la jonction Les Convers de la J20, à proximité immédiate du portail sud du tunnel du Mont Sagne (1994).

## Historique
Du 15 au 27 juillet 2018, le tunnel est fermé pour entretien.
En novembre 2019, un radar automatique semi-mobile est installé à l'entrée nord du tunnel, la première fois qu'un radar fixe surveille la vitesse des véhicules dans le tunnel.
Du 20 juillet au 7 août 2020, le tunnel est fermé pour entretien et inspection.
Du 6 au 9 avril 2021, le tunnel est fermé pour travaux de poses de filets de protection dans le tunnel.
Du 11 au 29 juillet 2022, le tunnel est fermé pour mener des travaux de sécurisation des dalles de ventilation du tunnel.

## Caractéristiques
Le tunnel a un tube bidirectionnel, mesure 3 250 mètres de long, a une section de 76 m2 et a nécessité l'excavation de 247 000 m3 de roche sédimentaire.